# توکای جزیره‌ای
توکای جزیره‌ای (نام علمی: Turdus poliocephalus) یک پرنده معمولی جنگلی از خانواده توکایان است. تقریباً ۵۰ زیرگونه توصیف شده‌است که از جنوب شرق آسیا و ملانزی تا ساموآ را دربر می‌گیرد که تفاوت‌های زیادی در پر و بال دارند. چندین زیرگونه در معرض تهدید هستند و سه زیرگونه در حال حاضر منقرض شده‌اند.